# 아일랜드 철도

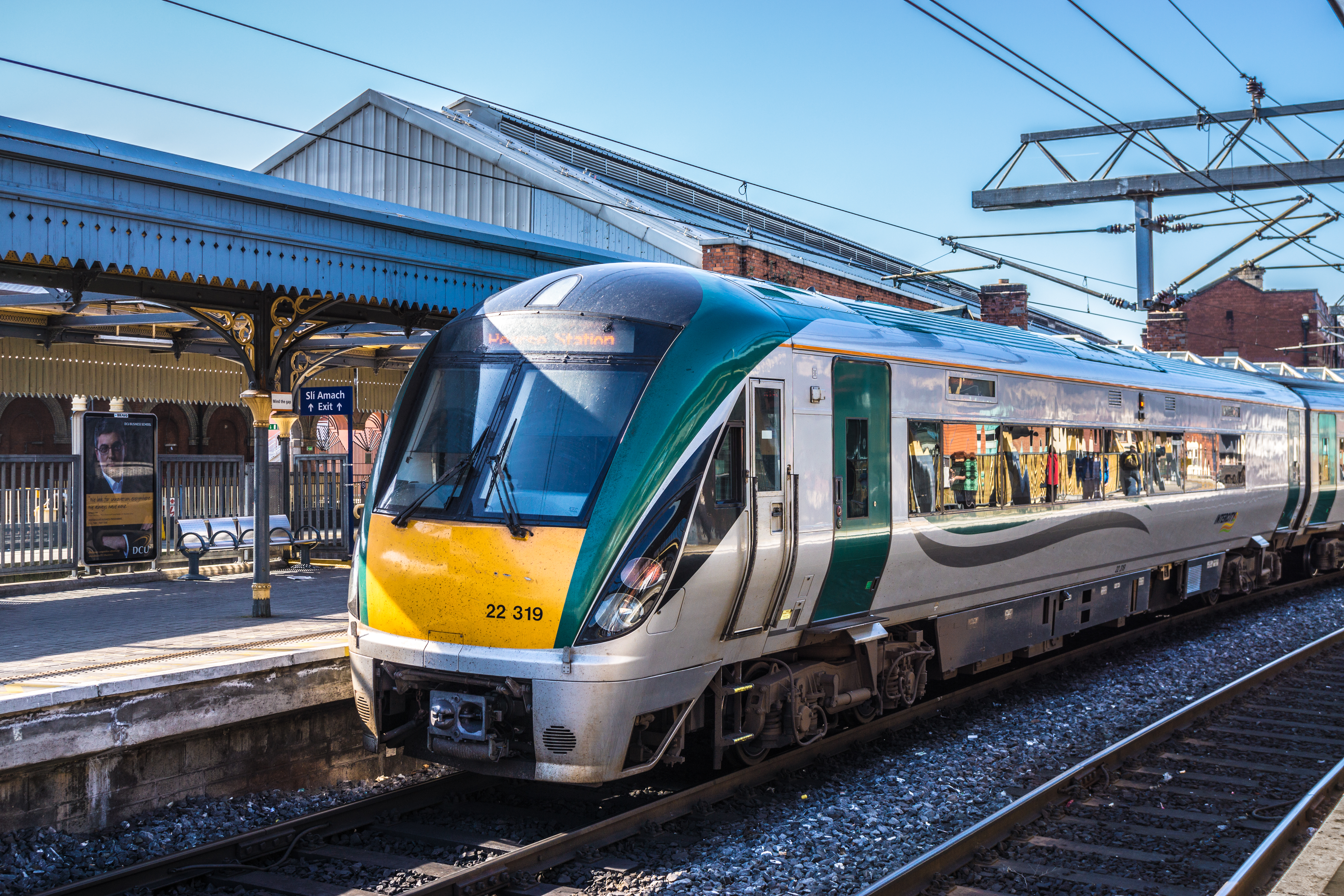

아일랜드 철도(Iarnród Éireann)는 아일랜드의 국가 철도망을 운영하는 기업이다. 1987년 2월 2일 Córas Iompair Éireann (CIÉ)의 자회사로서 설립되었다. 아일랜드 내의 모든 인터시티, 커뮤터, DART, 화물 철도 서비스를 운영하며 북아일랜드 철도와 공동으로 더블린과 벨파스트 사이의 엔터프라이즈 서비스를 운영한다. 2019년, 아일랜드 철도는 50,000,000명의 승객을 수용하여 정점을 찍었으며, 이는 2018년의 48,000,000명에서 상승한 수치이다.